# Овдієнко Іван Родіонович
Іва́н Родіо́нович Овдіє́нко (нар. 18 жовтня 1888, Конотоп — пом. 29 березня 1951) — український актор і співак (ліричний тенор), театральний діяч, заслужений артист УРСР.

## Життєпис
Іван Овдієнко народився 18 жовтня 1888 року в Конотопі в сім'ї шинкаря.
1915 року вступив до складу трупи Театру Миколи Садовського, де успішно виступав як хорист і за спогадами Василя Василька «уславився своїм неперевершеним заспівом у хорі „Гей, не тумани з моря“». Згодом став актором цього уславленого колективу.
1918 року виступав у Ромнах.
1919 — член Тимчасової ради Всеукраїнської театральної спілки.
1922 року працював режисером Українського театру у Москві.
Згодом став одним з провідних акторів Театру ім. Марії Заньковецької, працюючи спочатку в Запоріжжі, а 1944 року переїхав з театром до Львова.

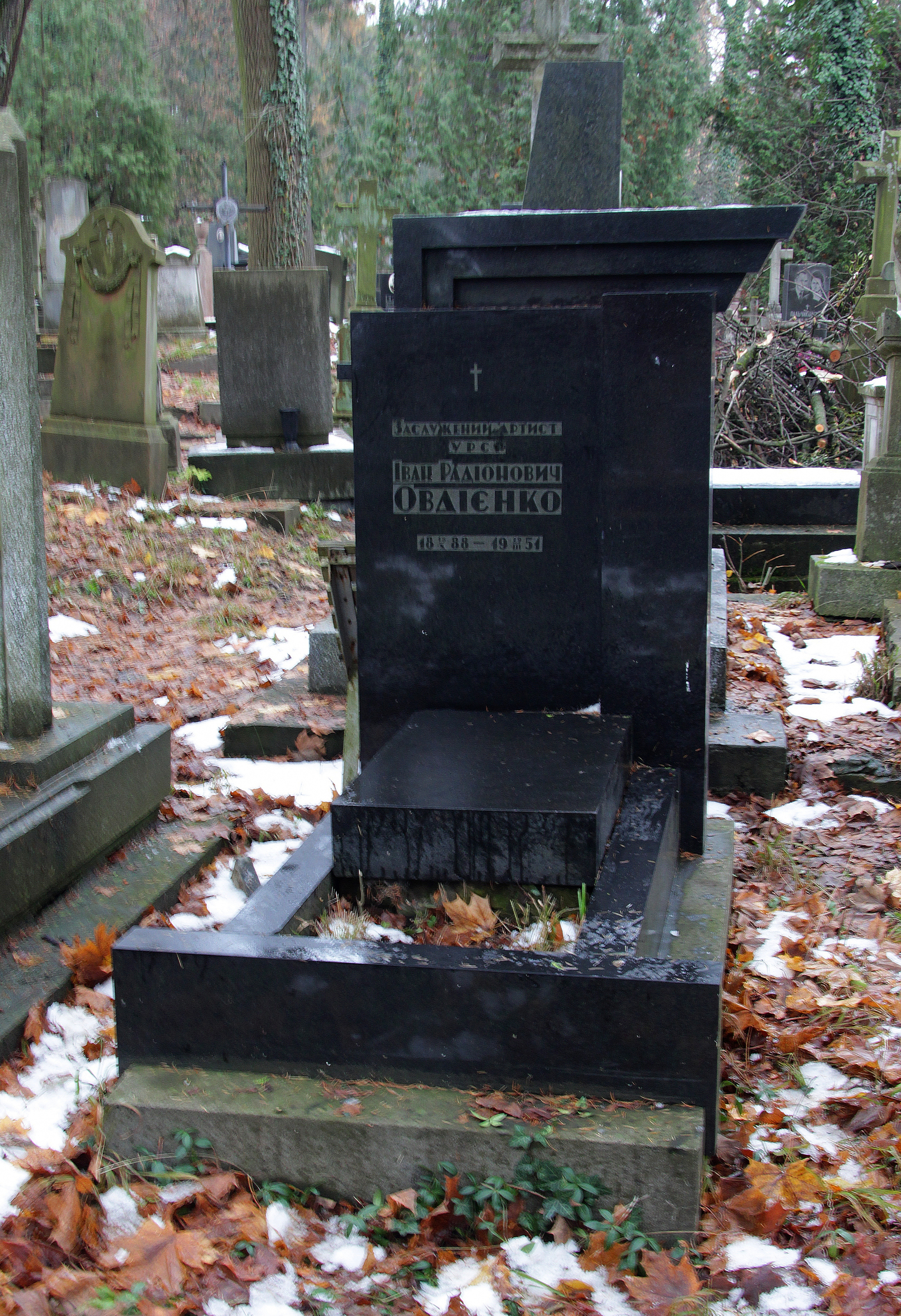
Могила Івана Овдієнка на 12 полі Личаківського цвинтаря

Пішов з життя 1951 року. Похований на полі № 12 Личаківського цвинтаря. 

## Ролі
Театр Миколи Садовського
- Гриць («Ой, не ходи, Грицю» М. Старицького)
- Поштмейстер («Ревізор» М. Гоголя)
- Антон («Пошилися у дурні» М. Старицького)
- Антось («Молода кров»)
- Студент Коломієць («Куди вітер віє» С. Васильченка)
- Андрій («Запорожець за Дунаєм» С. Гулака-Артемовського)

Театральна трупа в Ромнах
- Петро («Наталка Полтавка» М. Лисенка)

Театр імені Марії Заньковецької, Запоріжжя
- Сальєрі («Моцарт і Сальєрі»), 1937[6]
- Кобзар Волох («Гайдамаки» Тараса Шевченка)[7]
- Хома Кичатий («Назар Стодоля» Тараса Шевченка)[8]
- Булава («Соло на флейті»), 1935
- Чирва («Диктатура» Івана Микитенка), 1937

Театр імені Марії Заньковецької, Львів
- Хома Кичатий («Назар Стодоля» Тараса Шевченка)
- Іван Коломійцев («Останні» М. Горького)
- Вершинін («Три сестри» А. Чехова)
- Кузьма Рижов («Правда» О. Корнійчука)
- Самуїл да Сільва («Уріель Акоста» К. Гуцкова)
- Лундишев («Майстри часу» І. Кочерги)
- Берест («Платон Кречет» О. Корнійчука)
- Дяк Гаврило («Богдан Хмельницький» М. Старицького)
- Сатін («На дні» М. Горького)